# Lukenjski graben
Lukenjski graben je poleg Brezovškega grabna povirni krak potoka Reka, ki teče skozi Cerklje na Gorenjskem. Lukenjski graben zbira svoje vode na Kriški planini na Krvavcu.